# のざわ温泉交通
のざわ温泉交通株式会社（のざわおんせんこうつう、英: NOZAWA-ONSEN KOTSU INC.）は、長野県下高井郡野沢温泉村に本社を置くバス・タクシー事業者である。公益社団法人日本バス協会の会員にはなっていない。

## 沿革
- 1968年（昭和43年） - 会社設立。
- 2015年（平成27年）
  - 3月14日 - 野沢温泉ライナー運行開始[2]。
  - 3月31日 - 湯の花号柏尾線運行終了[3]。

## バス事業

### 路線バス

#### 野沢温泉ライナー

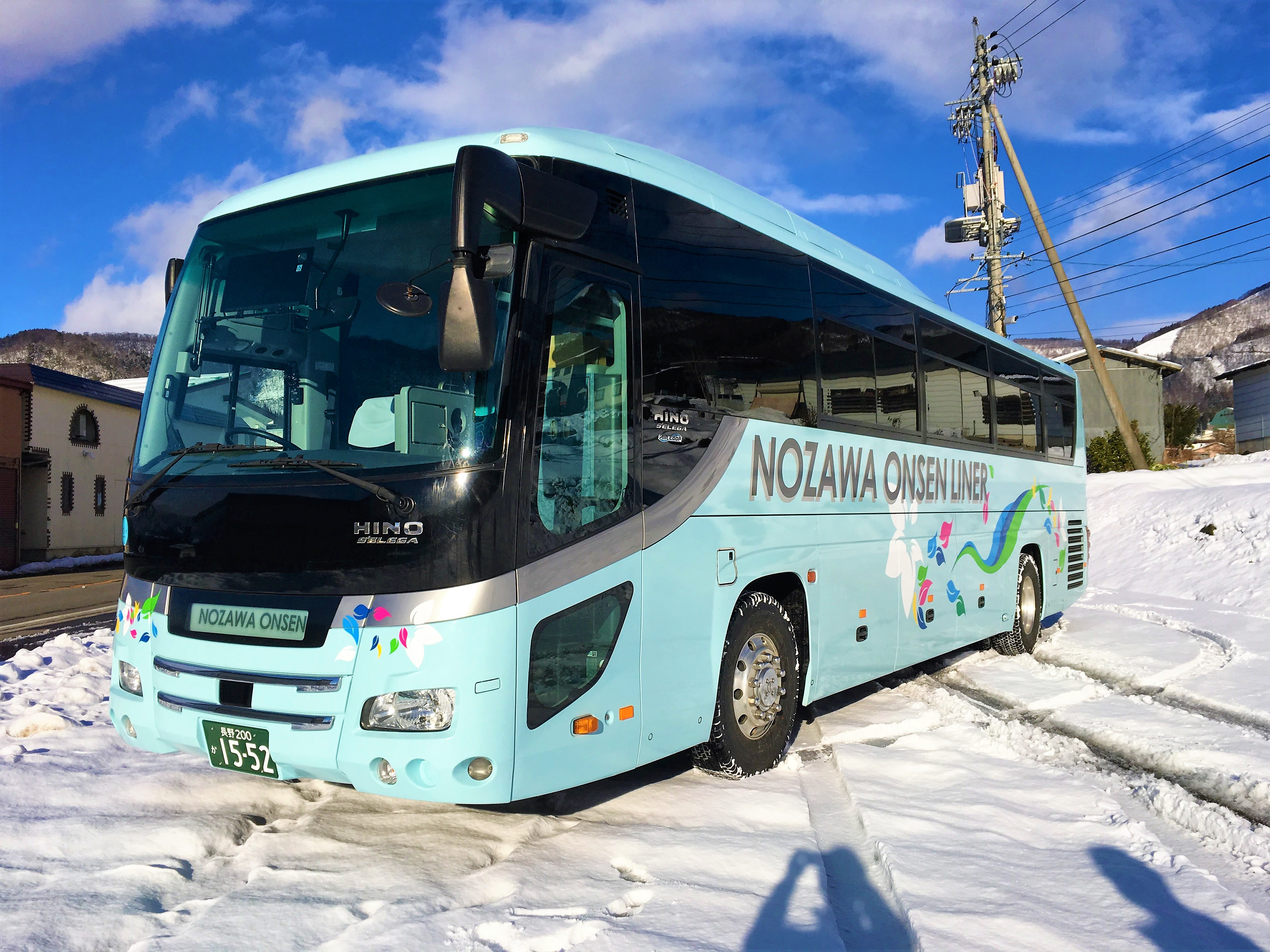
野沢温泉ライナー

野沢温泉ライナーは、2015年3月14日の北陸新幹線飯山駅開業に伴い飯山駅と野沢温泉を結ぶバスとして運行を開始した。この愛称は野沢温泉村が一般から募集したもので、59件の応募の中から選ばれた。選定理由として、村は「シンプルに野沢温泉村へ行くバスと分かる。ライナーは速達性・定期制を表現。」ということを挙げている。
- 野沢温泉ライナー
  - 野沢温泉 - 新田 - 中尾 - 前坂 - 北飯山 - 飯山駅
    - 野沢グランドホテル - 飯山駅間では長電バスの野沢線も運行されている[5]。そちらは当路線とは異なり中村（木島平村）や木島（飯山市）を経由する。
    - 2024年12月14日からSuica・PASMOなど交通系ICカード全国相互利用サービスによる利用が可能となった[6][7]。ただし、のざわ温泉交通ではSuicaの発売は行わない。

#### 湯の花号
野沢温泉村の温泉街と明石地区を結ぶ湯の花号を運行している。
- 七ヶ巻線

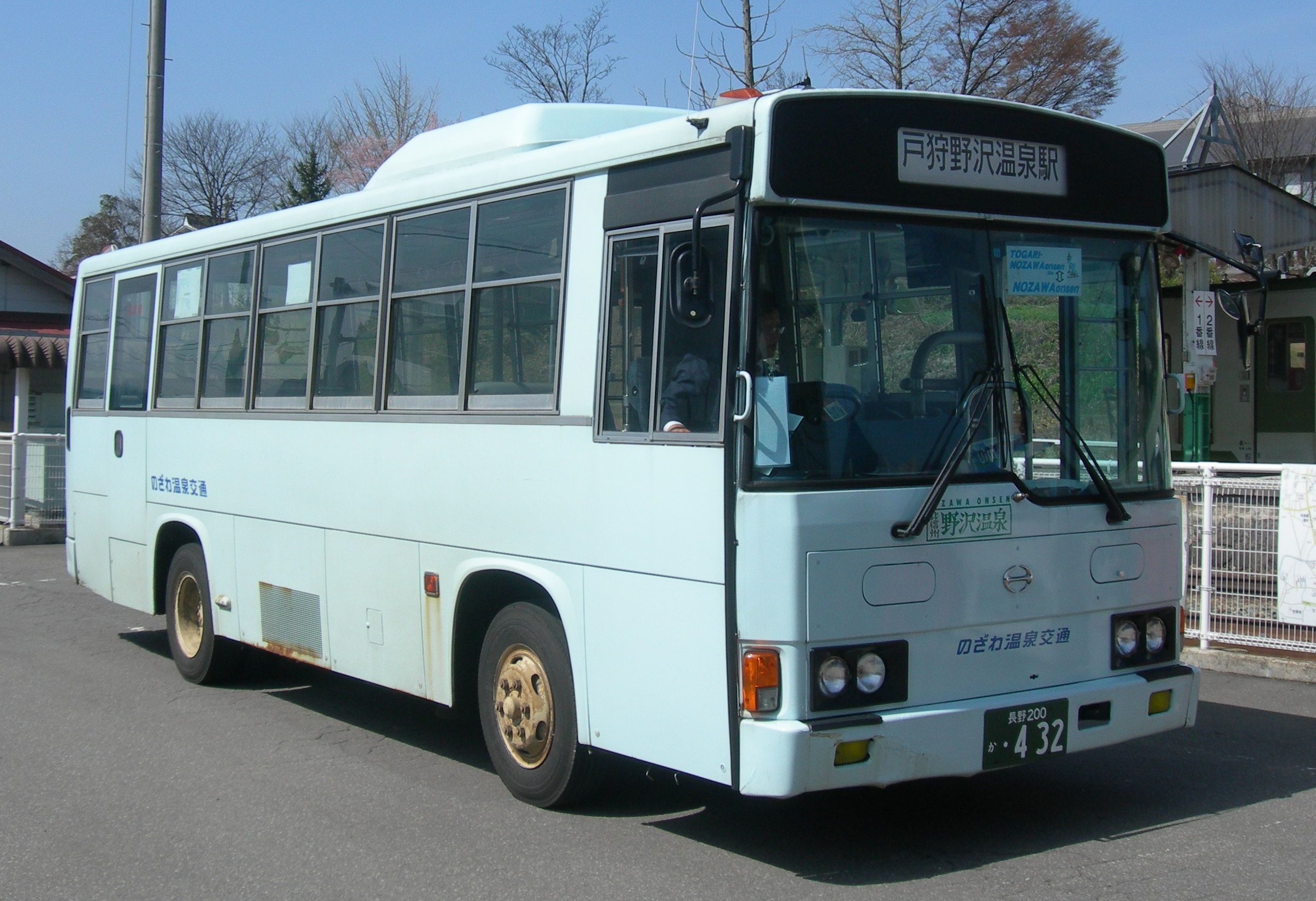
湯の花号柏尾線

  - 野沢温泉・真湯 - 野沢温泉 - 学校前 - 七ヶ巻 - 明石

### スキーシャトルバス
冬季に野沢温泉スキー場と野沢温泉村の温泉街を結ぶ無料シャトルバスを運行している。長坂ゴンドラバスターミナルから横落下まで順にAからJまでの停留所記号が付けられている。
- スキーシャトルバス
  - 長坂ゴンドラバスターミナル → 前坂入口 → 中尾 → 中央ターミナル → 横落下 → 前坂入口 → 長坂ゴンドラバスターミナル

### 貸切バス
グループでの観光や送迎利用など向けに貸切バス事業を行っている。この他、野沢温泉および飯山駅から地獄谷野猿公苑（山ノ内町）を見学して戻ってくる「スノーモンキーツアー」などのツアーを実施している。

### 休廃止路線

#### 湯の花号
- 柏尾線
  - 野沢温泉・真湯 - 野沢温泉 - 中尾 - 柏尾 - 戸狩野沢温泉駅
    - 2015年3月31日を以って運行を終了した[3]。なお、翌日より代替として飯山市の乗り合いタクシー瑞穂木島線で柏尾 - 戸狩間の運行を行っている[13]。デマンドタクシーでの運行に変更されたことにより、乗車には事前に電話予約が必要となった。

## タクシー事業
本社所在地に乗り場を置いている。

## 車両
バスは野沢温泉ライナー用の大型車両の他、貸切バス用のトヨタ・ハイエースコミューター（15人乗り）やトヨタ・コースター（24人乗り）、日野・リエッセ（29人乗り）といった小型車両が在籍している。
タクシーは日産・セレナ（4人乗り普通車）4台とトヨタ・ハイエース（9人乗り特定大型車）が在籍している。冬季の積雪の中でも安全に運行するため、全車4WDとしている。

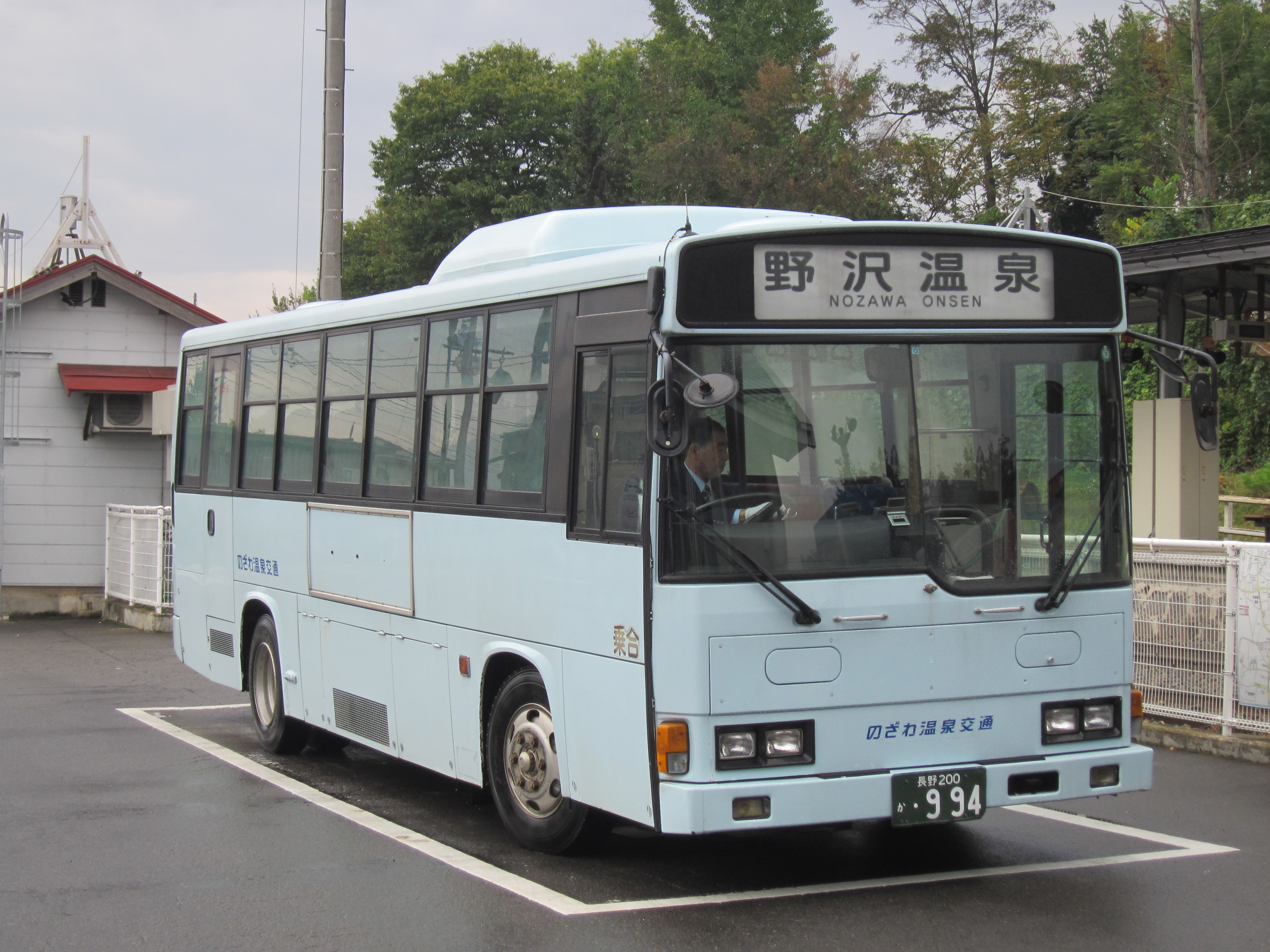
湯の花号柏尾線で使用されていた車両
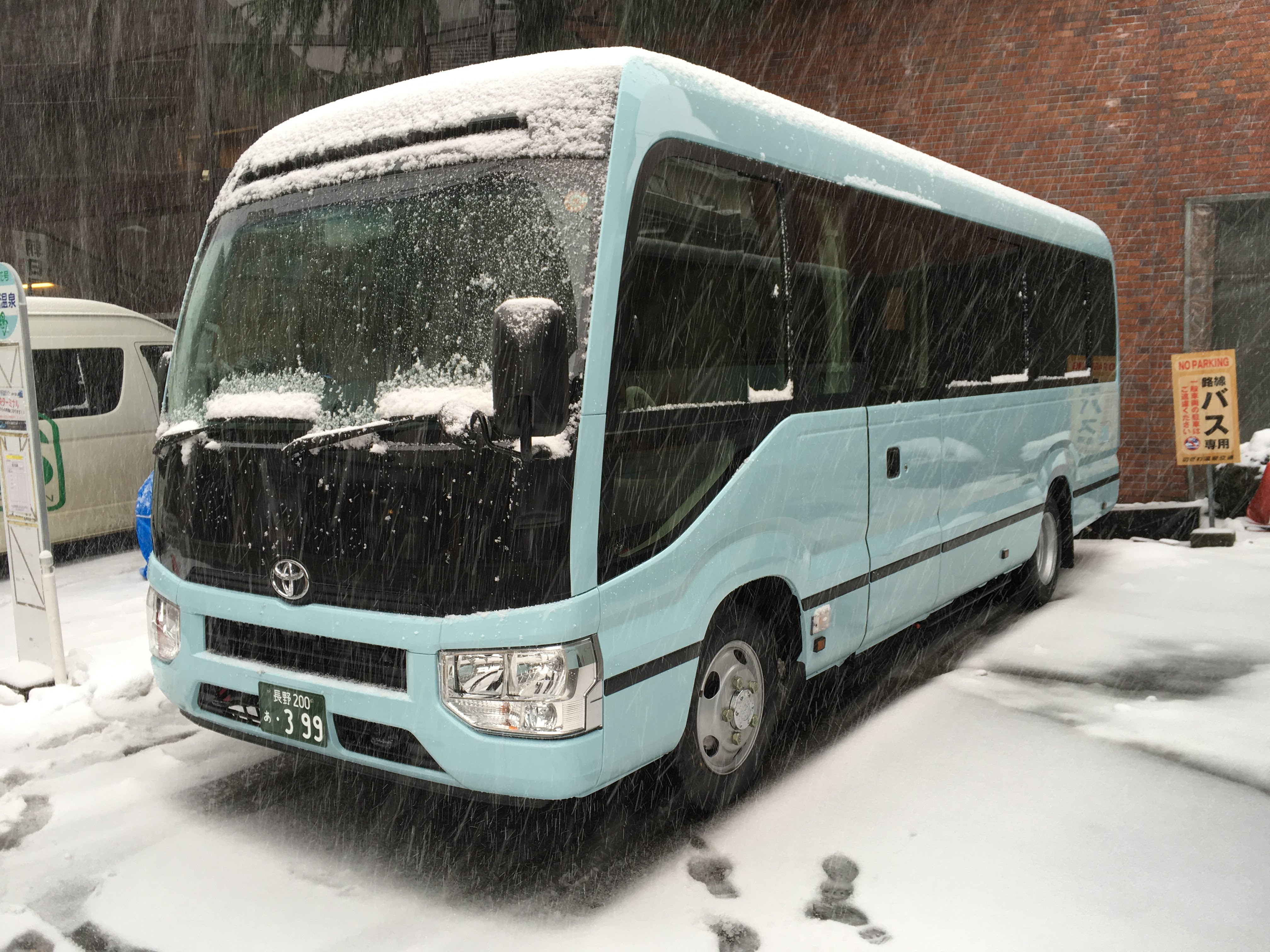
貸切バス（トヨタ・コースター）
貸切バス（日野・リエッセ）
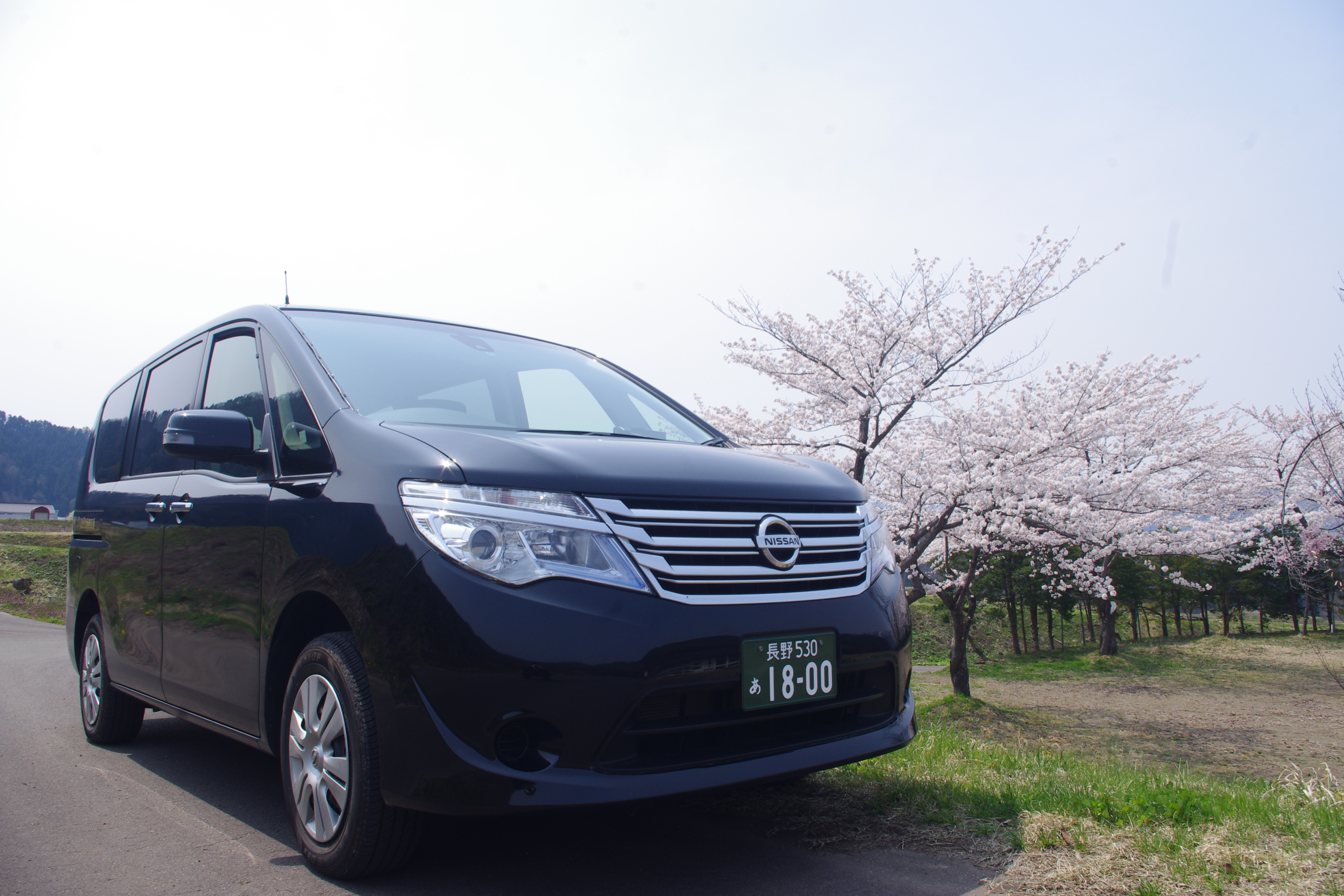
タクシー（日産・セレナ）
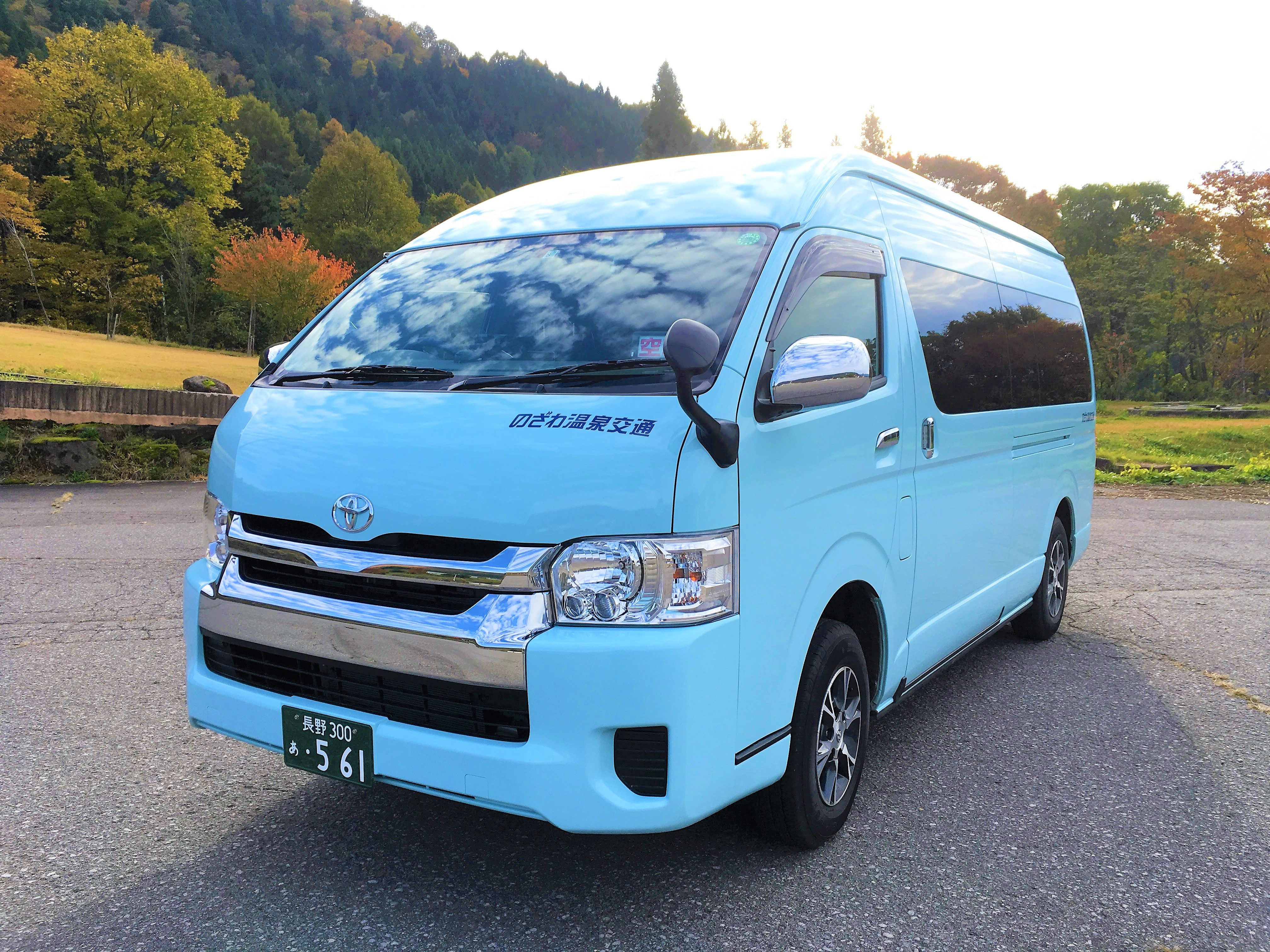
ジャンボタクシー（トヨタ・ハイエース）